# Оплеснин, Николай Васильевич
Никола́й Васи́льевич Оплеснин (12 декабря 1914, Коми АССР — 19 марта 1942, Чудово, Ленинградская область) — советский строитель, участник Великой Отечественной войны, Герой Советского Союза.

## Биография
Родился 12 декабря 1914 года в селе Выльгорт ныне Сыктывдинского района Республики Коми в семье крестьянина. Жил в Сыктывкаре.
Окончил строительный техникум в 1933 году, работал техником-строителем. Был очень способным мальчиком и учеником.
В Красной Армии с 1936 года (196-й полк внутренних войск НКВД СССР), окончил ускоренные курсы средних командиров. В 1939—1940 годах был командиром пулемётного взвода 68-го запасного стрелкового полка и 468-го стрелкового полка 111-й стрелковой дивизии.
На фронтах Великой Отечественной войны с июня 1941 года. Участвовал в боях на Северо-Западном, Ленинградском и Волховском фронтах, являясь офицером разведки штаба стрелкового полка, затем помощником начальника оперативного отделения штаба 111-й дивизии (с 17 марта 1942 года — 24-я гвардейская СД, 52-я отдельная армия).
В сентябре 1941 года дивизия, в которой он служил, попала в окружение. Как командиру разведроты Н. В. Оплеснину было поручено связаться с частями Красной Армии. Выполняя приказ, он с большим риском для жизни прошёл сквозь боевые порядки противника, трижды переплывал холодную реку Волхов. При его активнейшем участии дивизия вырвалась из вражеского кольца, форсировала Волхов и соединилась с войсками армии.
Указом Президиума Верховного Совета СССР «О присвоении звания Героя Советского Союза начальствующему составу Красной Армии» от 27 декабря 1941 года за «образцовое выполнение боевых заданий командования на фронте борьбы с немецкими захватчиками и проявленные при этом отвагу и геройство» удостоен звания Героя Советского Союза с вручением ордена Ленина и медали «Золотая Звезда».
Погиб 19 марта 1942 года при подготовке боевой операции в районе города Чудова Новгородской области. Похоронен в городе Чудово в городском парке имени 1 мая.

## Память
- Именем Героя названы улицы в городах и районах Республики Коми, так же его имя носит средняя школа Сыктывдинского района.
- В память о Герое СССР, проводится Коми Республиканский турнир по Волейболу среди мужских и женских команд.
- В городе Чудово, близ которого погиб Оплеснин, есть улица, названная в честь него.
- 25 июня 2015 года в аэропорту Сыктывкара самолёту ОАО «Комиавиатранс» L-410 (RA-67024) присвоено имя Героя Советского Союза, Николая Оплеснина[2].

В книге «Живая память» есть рассказ о подвиге Николая Васильевича Оплеснина, автора-однополчанина Павла Мальцева, на стр. 286—291.